# 松谷浩尚
松谷 浩尚（まつたに ひろなお、1944年〈昭和19年〉4月13日 - 2020年〈令和2年〉11月22日、享年76歳）は、日本の外交官、トルコ研究者（専攻：トルコ近現代史）。

## 人物・経歴
1944年三重県に生まれる。慶應義塾大学法学部卒業、同大学院修士課程（政治学）修了、イスタンブール大学 Ph.D.(政治学博士号)取得。
1969年外務省入省。外務省経済協力局技術協力課課長補佐、東京大学非常勤講師、イスタンブール領事、東京大学非常勤講師、在ジェッダ日本国総領事館首席領事、などを歴任。2006年から2008年までイスタンブール総領事を務める。
現代トルコやトルコ語、トルコ系言語、トルコ社会論に関する著書を刊行している。
2017年秋、瑞宝双光章受賞。

## 主著

### 単著
- 『日本とトルコ：日本トルコ関係史』中東調査会、1986。NCID BA3675403X。
- 『現代トルコの政治と外交』〈第三世界研究シリーズ〉勁草書房、1987。NCID BN01602842。
- 『現代トルコの経済と産業：トルコ財閥の研究』中東調査会、1989。NCID BN03830531。
- 『トルコ言語学概論』泰流社、1990。NCID BN05818923。
- 『中級トルコ語詳解』大学書林、1991。NCID BN06112975。
- （トルコ語）"Japonya'nın dış politikası ve Türkiye(日本の外交政策とトルコ) "  Bağlam(イスタンブル)、1995。[6]
  - "Japonya'nın dış politikası ve Türkiye" İstanbul Ticaret Üniversitesi、2009。[7]
- 『トルコ社会言語学』泰流社、1996。NCID BN15074695。
- 『トルコ語への招待：もうひとつの外国語』泰流社、1997。NCID BA30956213。
- 『イスタンブールを愛した人々：エピソードで綴る激動のトルコ』中公新書、1998。 NCID BA35039720。
- 『日本トルコ交渉史 解説と資料』博報堂「岡崎研究所」、1999。NCID BA91040249。

### 編著
- 『トルコ語分類単語集』大学書林、1998。NCID BA38660684。
- 『アゼルバイジャン語会話練習帳』大学書林、1999。NCID BA42592307。

### 共著
- 『中東』〈国際情勢ベーシックシリーズ : ニュースを現代史から理解する 3〉立山良司ほか著、自由国民社、1994。NCID BN10802671 / 第2版、1998。NCID BA35312535 / 第3版、2002。NCID BA58359979

執筆：第4章「トルコ」
- 『事典・イスタンブール・トルコで暮らす』松谷稔 共著、中央経済社、1999。NCID BA40442879。
- 『トルコ』〈暮らしがわかるアジア読本〉鈴木董 編、共著者：A.ヤマンラール・鈴木董・中山紀子[9]・ヤマンラール水野美奈子[10]、河出書房新社、2000。 NCID BA49038500。

執筆：「親日国トルコ - トルコと日本」「一九八〇年クーデタ後の政界 - 政局」「民営化と財閥の役割 - 経済」「イスラーム主義の台頭 - 宗教と政治」「海外へ向かうトルコ人 - 出稼ぎ労働者」「EUかイスラーム圏かトルコ圏か - 国際関係」

### 訳書
- ウムット・アルク[11]（駐日トルコ大使）『トルコと日本：特別なパートナーシップの100年』村松増美共訳　サイマル出版会、1989。NCID BN03780400。

### 論文
- "The Dream of Sultan Galief : the Islamic World and the Russian Revolution" 『日本中東学会年報 3』第3巻1号、日本中東学会、1988、275-279頁。doi:10.24498/ajames.3.1_275 [12]
- 松谷功 共著「トルコ社会の重層性と多様性：国際都市イスタンブルの魅力」『アナトリアニュース』第145号[13]、日本・トルコ協会、2017年9月、47-53頁。NAID 40021379512。